# Seelenmutter von Küssnacht
Seelenmutter von Küssnacht († November 1577 im Kanton Schwyz) war eine Schweizer Frau, die als Hexe hingerichtet wurde.

## Leben und Arbeit
Der bürgerliche Name der Seelenmutter von Küssnacht, auch Mutter der Seelen genannt, ist nicht überliefert. Seit 1560 bot sie ihre Dienste als Medium und Seherin an. Von diesem lukrativen Geschäft konnte sie ihren Lebensunterhalt bestreiten. Im Gasthaus von Verena Liefbach empfing sie ihre Klienten, bei denen es sich meist um Trauernde, deren Angehörige vor kurzer Zeit verstorben waren, handelte. Ihre teils weit angereisten Kunden nächtigten in der Pension. Sie wurde dafür bezahlt, Kontakt mit den Toten aufzunehmen, die sich vermeintlich noch im Fegefeuer befanden. Den Trauernden beantwortete sie dann die Frage, wie die Toten Ruhe finden könnten. 
Die Kontaktaufnahme beschrieb die Seelenmutter folgendermassen: Sie kontaktierte Geister, diese wiederum kontaktierten dann die Seele der toten Person, die dem Geist Fragen beantwortete, woraufhin der Geist aus der anderen Welt die Antwort an die Seelenmutter weitergab, die ihrerseits am nächsten Morgen ihren Klienten empfahl, was sie für die Toten tun könnten, um eben jene Seelen in den Himmel zu bekommen. Die Seelenmutter nutzte für ihre Geisterbeschwörungen ein spezielles Gebet, welches im Handbuch des Aberglaubens aufgeführt ist: der starke Bopfart, beziehungsweise das Boppelgebet, auch Boppart genannt, bekannt aus Grimms Märchen Nr. 55. Es handelt sich dabei um ein Gebet, mit welchem vorgeblich Geister beschworen werden können, um lebende Menschen totzubeten oder auch als Klopfgeister umhergehende Seelen von Verstorbenen zu erlösen.

## Beschuldigungen und Prozess
1573 wurde die Seelenmutter von Küssnacht wegen ihrer «nichtchristlichen Fantasien» vor den Schwyzer Rat gestellt. Aufgrund der von ihr zugegebenen nächtlichen Kontaktaufnahme mit Geistern wurde sie als Hexe beschuldigt. Während der Befragung denunzierte sie Eva Koler, bekannt als «die Sagerin». Nach anhaltender Folter gestand sie die üblichen Delikte wie Teufelspakt, Teufelsbuhlschaft, Verwandlung in Tiere, Hexenflug und Schadenzauber. Die Gastwirtin Verena Liefbach wurde verbannt. Deren Assistent Riss wurde freigelassen, aber später erneut verhaftet. Im November 1577 verbrannte man die Seelenmutter von Küssnacht bei lebendigem Leibe auf dem Scheiterhaufen.

## Gedenken
Zum Gedenken an die Seelenmutter von Küssnacht wurde eine Rose nach ihr benannt.